# Tênis de praia
O tenis de praia, também conhecido como seu nome em inglês beach tennis, é um esporte que foi criado a partir do frescobol e que foi incrementado na Itália, mais precisamente na província de Ravena, na década de 1980. Hoje já existem mais de um milhão de praticantes espalhados pelo mundo. 
O orgão internacional que é responsável pela modalidade é a ITF - International Tennis Federation (a mesma que é responsável pelo tênis convencional) que realiza diversos campeonatos pelo mundo todo e divulga periodicamente o ranking dos atletas.
Além da ITF existe outra federação que também realiza torneios, a IFBT - International Federation of Beach Tennis.
Hoje o Beach Tennis já é praticado em diversos países, Itália, Brasil, Chile, Venezuela, Argentina, França, Espanha, Rússia, Estados Unidos, Japão, Portugal, República Tcheca, Bermudas, Países Baixos, Aruba, Austrália e Curaçao são apenas alguns dos exemplos.

## Beach tennisno Brasil
O beach tennis chegou ao Brasil em 2008 através de uma iniciativa de Leopoldo Correa e Adão Chagas. Uma das pioneiras da modalidade no Brasil foi a tenista Marcela Evangelista.
No Ranking Mundial (ITF) as líderes do ranking feminino são as brasileiras Joana Cortez e Samantha Barijan. No masculino os italianos ainda detém as primeiras posições mas o Brasil surge logo em 3° com Vinícius Font, em 9° com Marcus Ferreira e Thales Santos e fechando o Top 20 ainda possui Guilherme Prata atualmente em 13°.(fonte: ITF - Beach Tennis Rankings)
Outro grande passo no desenvolvimento do Beach Tennis no Brasil foi a criação da AJB (Associação dos Jogadores de Beach Tennis), que reúne diversos atletas e visa à defesa dos interesses dos praticantes, tendo como foco a criação de um sistema onde os jogadores possam alcançar o maior grau de prazer e satisfação, pessoal e coletivo, com respeito ao próximo e dentro das regras em vigor.

## Regras

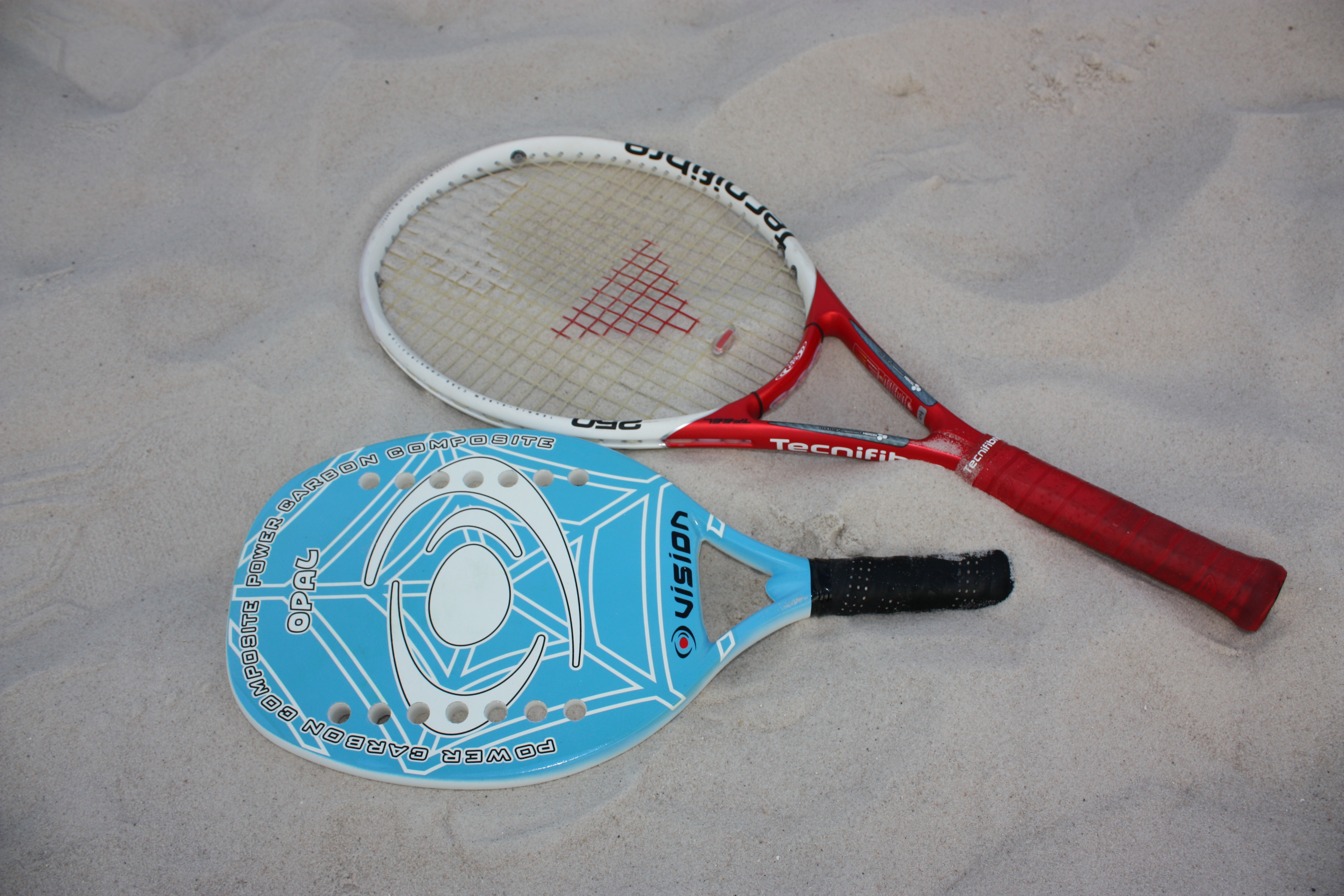
Raquetes ultilizadas no tênis de praia

O beach tennis pode ser disputado sozinho ou em dupla e é jogado com raquete e bola padronizadas. As raquetes não possuem corda e são feitas de materiais como kevlar, grafite e carbono, além de terem medidas de no máximo trinta centímetros de largura e cinquenta e cinco centímetros de comprimento (anteriormente nos Estados Unidos eram utilizadas raquetes de Tênis convencionais, porém atualmente todos já utilizam as raquetes específicas da modalidade). Já a bola parece com a de tênis, porém é despressurizada (bola soft) atualmente são utilizadas as bolas "Stage 2" (estágio 2) de coloração alaranjada. O material pode ser encontrado em algumas lojas de esporte e também pela internet.
O jogo é disputado em uma quadra de areia – com área de 16×5m para simples e 16×8m para dupla – e uma rede de 1,70 m de altura. O objetivo de cada jogador é devolver a bola recebida, sem tocar no chão e com apenas uma raquetada, para o campo adversário. O jogo segue a mesma contagem do tênis convencional, mas com o "no-add" (sem vantagem). No desenvolver do jogo, cada jogador saca um game inteiro. O saque difere um pouco do tênis, já que pode ser executado de qualquer lugar da quadra e, se raspar na fita e passar para o lado adversário (net), continua-se o ponto.
As categorias e o número de games jogados variam dependendo da organização do torneio. As principais categorias são: simples feminina, simples masculina, dupla feminina, dupla masculina e dupla mista. No Brasil, os torneios geralmente incluem as categorias: Profissional (Pro-A), A, B, C, D (iniciante), Master +40 e infantil.